# Стара Арша
Стара Арша (рос. Старая Арша) — присілок у Кусинському районі Челябінської області Російської Федерації.
Входить до складу муніципального утворення Петрозаводське сільське поселення. Населення становить 45 осіб (2010).

## Історія
Від 1940 року належить до Кусинського району Челябінської області.
Згідно із законом від 9 червня 2004 року органом місцевого самоврядування є Петрозаводське сільське поселення.

## Населення
| 2002 | 2010 |
| ---- | ---- |
| 69   | ↘45  |